# 魅體准天竺鯛
魅體准天竺鯛（學名：Pseudamiops phasma），為輻鰭魚綱天竺鲷科准天竺鯛屬的一種。分布於中太平洋東部馬克薩斯群島海域，深度3至25公尺，本魚體延長，體稍側扁，眼大、口大且斜裂，頜齒細小，鋤骨和腭骨通常具齒，舌上無齒，鰓蓋骨後緣棘不發達，全身透明，腹部臟器銀白色，尾鰭截形，體長可達3.4公分，棲息在礁石區洞穴，夜間活動，屬肉食性，生活習性不明。